# Shawn Lauvao
(en) Statistiques sur pro-football-reference
Shawn Sisifo Lauvao (né le 26 octobre 1987 à Honolulu) est un joueur américain de football américain. Il joue actuellement avec les Browns de Cleveland.

## Carrière

### Université
Lauvao entre à l'université d'État de l'Arizona et joue avec les Sun Devils, l'équipe de l'université. En 2008 et 2009, il est nommé dans la seconde équipe de la saison pour la conférence Pac-10 où joue les Sun Devils. Durant cette période universitaire, il joue l'équivalent de trente-trois matchs.

### Professionnel
Shawn Lauvao est sélectionné au troisième tour du draft de la NFL de 2010 par les Browns de Cleveland au quatre-vingt-douzième choix. Il est comparé à Kynan Forney. Pour sa première saison en professionnel (rookie), il joue onze matchs dont un comme titulaire.